# Amore libero – Free Love
Amore libero – Free Love ist ein italienischer Spielfilm mit Erotik-Einlagen aus dem Jahr 1974, der fast ausschließlich auf Inseln der Seychellen entstand. Regie führte Pier Ludovico Pavoni. Die Inszenierung ist Laura Gemsers Filmdebüt als Darstellerin; Fabio Frizzi komponierte hierfür die erste eigene Filmmusik.
Der Film erschien am 14. August 1974 in Italien. Das Werk ist im deutschsprachigen Raum bisher unveröffentlicht.

## Handlung
Der ambitionierte Ingenieur Francesco Ferrero wird auf eine tropische Insel mit vermuteten Silbervorkommen entsandt, um geologische Untersuchungen fortzusetzen, die einst sein verschollener Vorgänger begann. Überdies soll er sich im Auftrag seines Vorgesetzten nach dem Verbleib seines Kollegen erkundigen.
Ferrero eröffnet sich eine vollkommen fremde Welt. Er kommt in Kontakt mit Einheimischen und Aussteigern, die hier der industrialisierten Welt zu entfliehen versuchen. Sie alle wollen die Erschließung von möglichen Lagerstätten und Rohstoffvorkommen verhindern. Ferreros Arbeit wird im Anschluss sabotiert, Geschäftskorrespondenzen erreichen nicht ihr Ziel. Als besonders verwegen erweist sich hierbei der zwielichtige Abenteurer Chavad, der sich sogar schwarzer Magie bedient, um Ferrero mit surrealen Tagträumen zu plagen. Die geowissenschaftlichen Arbeiten kommen letztlich zum Erliegen.
Zeitlich versetzt lernt der Mineralingenieur die freizügige Inselschönheit Jeanine kennen. Obwohl die attraktive Frau bereits liiert ist, werden Ferrero und die Einheimische nachfolgend ein Liebespaar. Jeanine klärt schließlich ihren Liebsten über dessen Vorgänger auf. Dieser entfloh einst der idyllischen Inselwelt, um mit Jeanines Schwester ein sorgenfreies und glückliches Leben führen zu können – fernab der Zivilisation. Als am Ende ein katholischer Missionar Jeanines Geschichte bestätigt, wählt auch Ferrero mit seiner Geliebten Jeanine ein Leben in der Abgeschiedenheit.